# Cionidae
Famille
Les Cionidae sont une famille de tuniciers de la classe des ascidies, de l'ordre (ou sous-ordre) des Phlebobranchia.

## Liste des genres
Selon World Register of Marine Species (13 juillet 2020) :
- genre Araneum Monniot & Monniot, 1973
- genre Ciona Fleming, 1822
- genre Tantillulum Monniot & Monniot, 1984